# Mirella
Mirella  è un nome proprio di persona italiano femminile.

## Varianti
- Maschili: Mirello[1][2]

### Varianti in altre lingue
- Albanese: Mirela[3]
- Catalano: Mireia[3][4]
- Croato: Mirela[3]
  - Ipocoristici: Mirica[3]
- Francese: Mireille[1][2][3][4][5]
- Occitano: Mirèio[1][2][3][4][5], Mirèlha[3][5]
- Polacco: Mirela
- Rumeno: Mirela[3]
- Spagnolo: Mireia[3][4], Mireya[3][4]

## Origine e diffusione

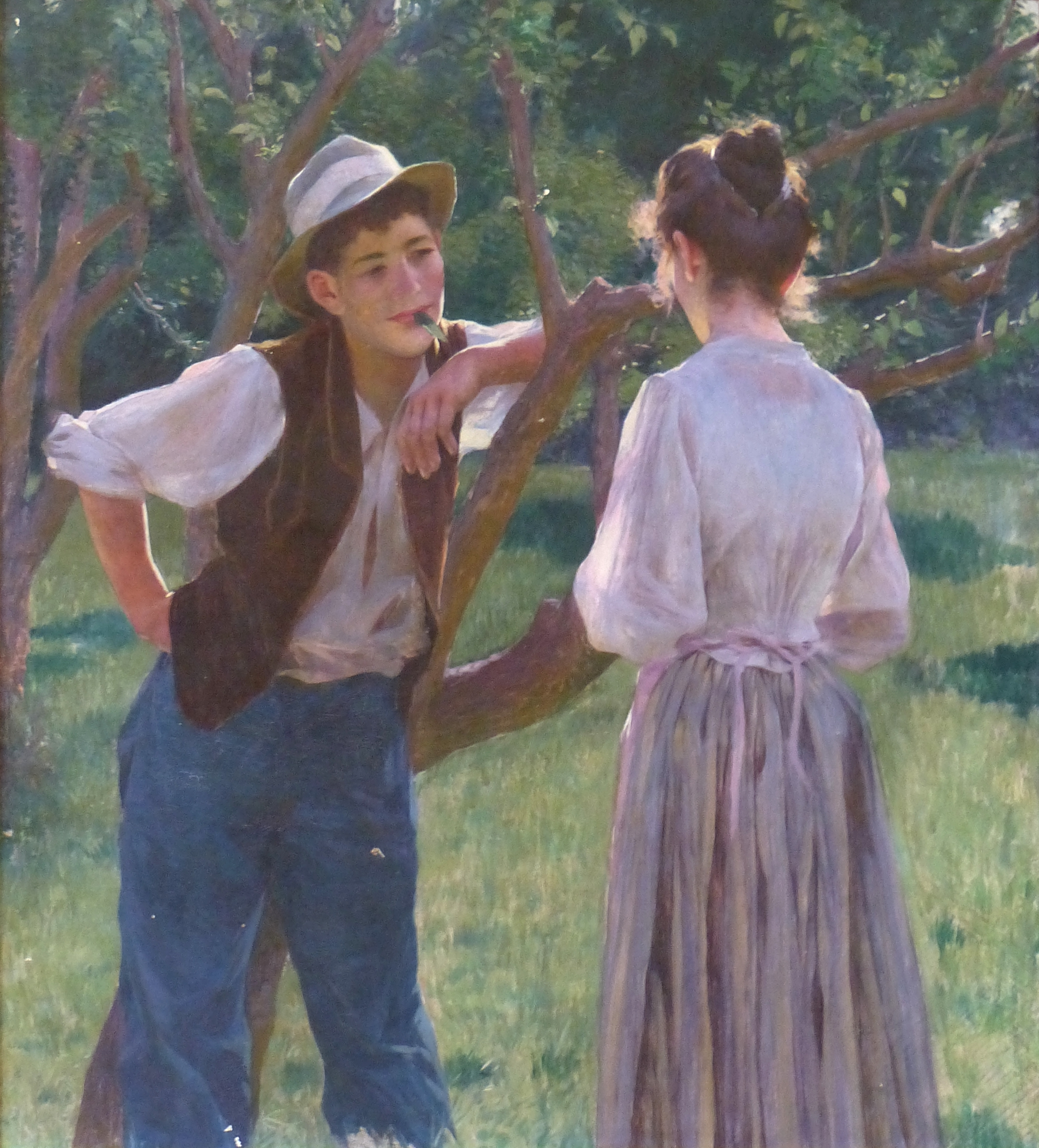
Mirella e Vincent, i due protagonisti del poema di Mistral, in un quadro di Victor Leydet

È l'adattamento italiano (tramite la forma francese Mireille) di Mirèio, un nome occitano che deriva dal vocabolo mirar, "ammirare"; il significato può quindi essere interpretato come "bella", "da ammirare" (lo stesso dei nomi Miranda e Séaghdha) oppure "meraviglia".
Si tratta di un nome di matrice letteraria, usato (o coniato) da Frédéric Mistral per la protagonista del suo omonimo poema pastorale del 1859, a cui Gounod si ispirò nel 1864 per il dramma Mireille. Entrambe le opere ebbero molto successo, e il nome si affermò rapidamente anche in Italia (dove in parte poteva già costituire una variante di Miro, nome peraltro dall'analoga etimologia); secondo dati pubblicati negli anni 1970, il nome era ben diffuso su tutto il territorio italiano, ma più raro al Sud. Va notato che all'epoca, in Francia, gli ambienti conservatori della Chiesa osteggiarono la diffusione del nome, tanto che Mistral dovette inventarsi che si trattava di un ipocoristico di Maria per convincere un parroco a battezzare così una sua figlioccia; in effetti, i due nomi sono talvolta considerati equivalenti. 

## Onomastico
Il nome è adespota, ovvero non è portato da alcuna santa patrona. L'onomastico quindi ricorre il 1º novembre, giorno di Ognissanti.

## Persone

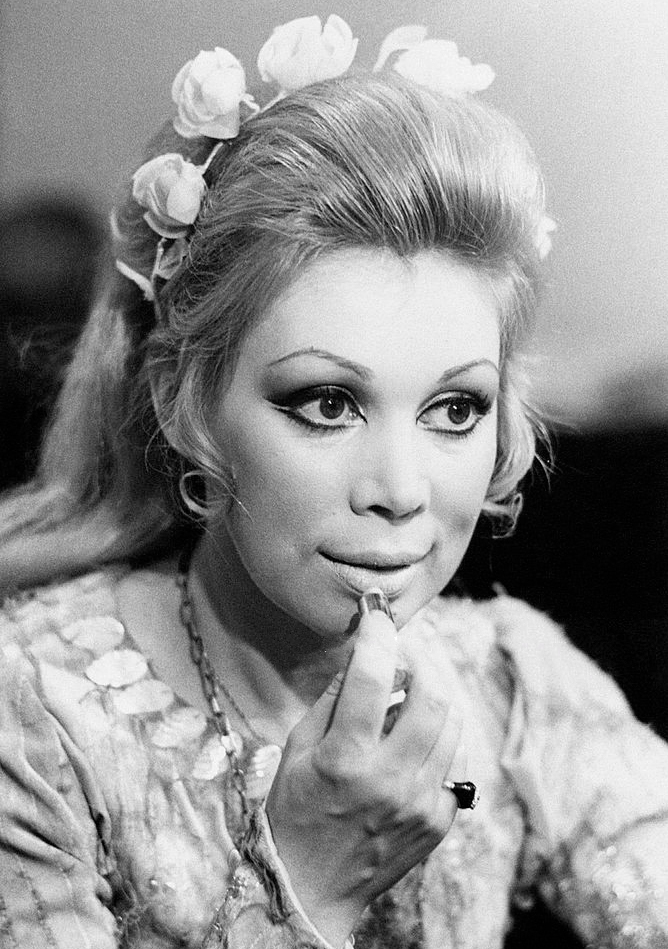
Mirella Freni

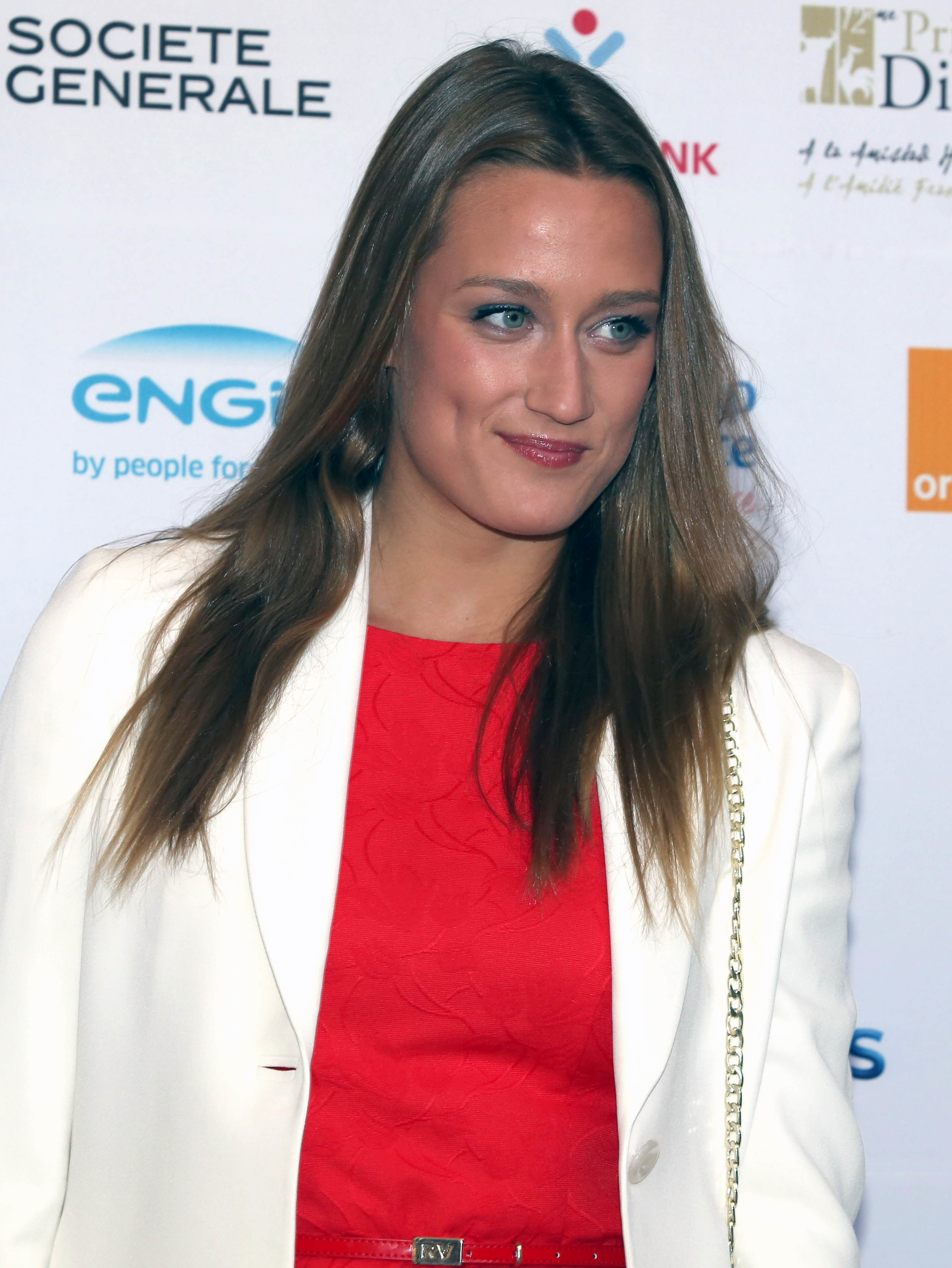
Mireia Belmonte

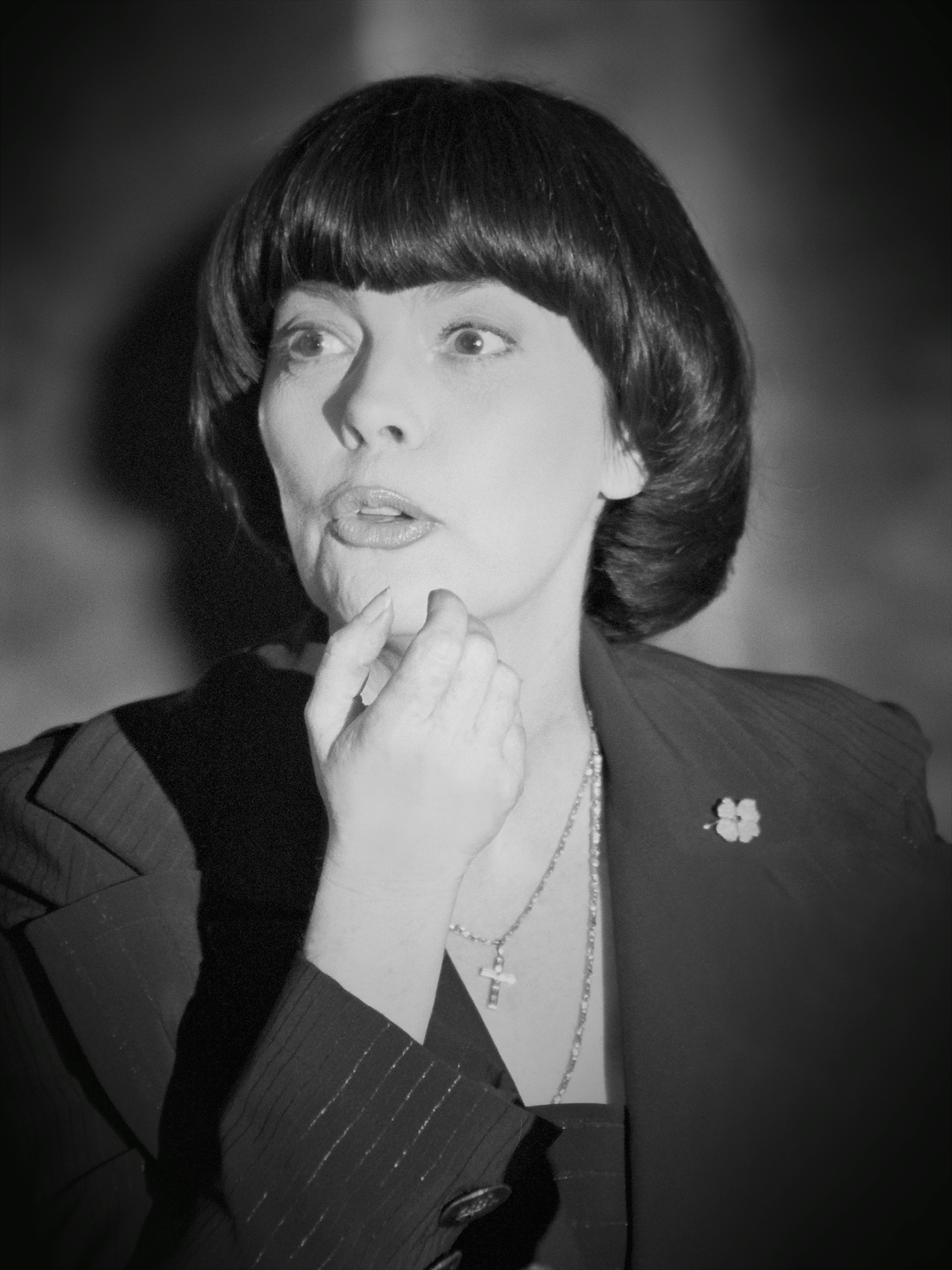
Mireille Mathieu

- Mirella Antonione Casale, insegnante e attivista italiana
- Mirella Banti, attrice italiana
- Mirella Bartolotti, politica e storica italiana
- Mirella Bentivoglio, artista e poetessa italiana
- Mirella Cesa, cantante ecuadoriana
- Mirella Falco, attrice italiana
- Mirella Freni, soprano italiano
- Mirella Izzo, attivista italiana
- Mirella Karpati, pedagoga italiana
- Mirella Levi D'Ancona, accademica e critica d'arte italiana naturalizzata statunitense
- Mirella Linéa Olivia Roininen, cantautrice e ballerina finlandese
- Mirella Pace, attrice, doppiatrice e direttrice del doppiaggio italiana
- Mirella Pamphili, attrice italiana
- Mirella Parutto, soprano e mezzosoprano italiano
- Mirella Serri, saggista e giornalista italiana

### Variante Mirela
- Mirela Delić, pallavolista croata
- Mirela Demireva, altista bulgara
- Mirela Rahneva, skeletonista canadese

### Variante Mireia
- Mireia Belmonte, nuotatrice spagnola
- Mireia Gutiérrez, sciatrice alpina andorrana
- Mireia Lalaguna, modella e attrice spagnola

### Variante Mireille
- Mireille Balin, attrice francese
- Mireille Bauer, percussionista e vibrafonista francese
- Mireille Darc, attrice e regista francese
- Mireille Enos, attrice statunitense
- Mireille Granelli, attrice francese
- Mireille Hartuch, compositrice, cantante e attrice francese
- Mireille Mathieu, cantante francese

### Altre varianti
- Mireya Luis, pallavolista e dirigente sportiva cubana
- Miréla Manjani, giavellottista albanese naturalizzata greca
- Mireya Moscoso, politica panamense

## Curiosità
- La Mirella è anche un vecchio modello di bicicletta.